# Les Illuminations
Les Illuminations (Les il·luminacions), op. 18, és un cicle de cançons del compositor Benjamin Britten, interpretat per primera vegada l'any de 1940. Està compost per a soprano o tenor solista i orquestra de cordes. La lletra del cicle va ser presa dels poemes en vers i prosa d'Arthur Rimbaud, de la seva col·lecció Les Illuminations (1872-1873).

## Representacions
La primera interpretació del cicle va ser el 30 de gener de 1940 en el Aeolian Hall de Londres, per Sophie Wyss, a qui està dedicat el cicle - encara que hi ha dedicatòries per a cadascuna de les seccions. En aquesta ocasió, Boyd Neel va dirigir l'orquestra de cordes.

## Estructura
L'obra dura al voltant de 21 minuts. Està constituïda per nou moviments:
- 1. Fanfare - Maestoso. Largamente
- 2. Villes - Allegro energico
- 3a Phrase y Antique - Lento ed estatico
- 3b. Allegretto, un poco mosso
- 4. Royauté - Allegro maestoso
- 5. Marine - Allegro con brio
- 6. Interlude - Moderato ma comodo
- 7. Being beauteous - Lento ma comodo
- 8. Parade - Alla marcia
- 9. Départ - Largo mesto. Largamente.